# Psephenops smithi
Psephenops smithi is een keversoort uit de familie keikevers (Psephenidae). De wetenschappelijke naam van de soort werd in 1898 gepubliceerd door Antoine Henri Grouvelle.